# Reserva índia Lower Sioux
La reserva índia Lower Sioux, (dakota: Cansa'yapi, lakota Čhaŋšáyapi) també coneguda com a Reserva Tribal Mdewankanton, és una reserva índia situada al llarg del marge meridional del riu Minnesota a Paxton Township i Sherman Township, comtat de Redwood (Minnesota). Es troba a l'est de la ciutat de Redwood Falls, i just al sud de Morton. La terra esdevingué part d'una reserva després de signar el Tractat de Traverse des Sioux en 1851, però actualment és més petita. Segons el cens dels Estats Units de 2000, té una població de 335 i una superfície de 7.006 km².

## Història
Com a part de la política de terminació índia adoptada pel govern dels Estats Units des de la dècada de 1940 fins a la dècada de 1960, quatre grups d'amerindis a Minnesota en foren objectiu. Un memoràndum del 19 de gener de 1955 per a la BIA emès pel Departament d'Estat indicava que s'estaven revisant terminacions addicionals en la legislació proposada per quatre comunitats ameríndies del sud de Minnesota, inclosa la Comunitat Lower Sioux als comtats de Redwood i Scott, la Comunitat Upper Sioux al comtat de Yellow Medicine i la Comunitat índia Prairie Island al comtat de Goodhue i uns 15 individus que vivien en zones restringides al comtat de Yellow Medicine.
Les discussions entre la BIA i els indis de la zona en qüestió començaren en 1953 i va continuar al llarg de 1954. Tot i que les comunitats Lower Sioux i Prairie Island van redactar acords amb la propietat individual de la terra, els Upper Sioux s'oposaren al simple títol de terres tribals. El 26 de gener 1955 el senador Edward Thye va introduir al Congrés una llei (S704) per proveir la terminació de les tribus. L'oposició, no sols dels indis, sinó d'altres ciutadans que es van adonar que podrien augmentar les seves despeses de l'Estat, van obligar a la comissió a revisar el projecte de llei. La Comissió de Drets Humans del Governador també es va oposar a la legislació, indicant que seria "no protegir adequadament els interessos dels indis ..." El projecte de llei va morir a la comissió, sense arribar mai a la sala del Senat.

## Empreses tribals
La comunitat opera el Jackpot Junction Casino Hotel, que començà en 1984 com a instal·lacions de bingo. El casino s'ha convertit en una important font d'ocupació per a les comunitats circumdants. La Lower Sioux Agency, un lloc històric en la reserva associat a la Guerra Dakota de 1862, és administrat per la comunitat en col·laboració amb la Minnesota Historical Society.
Jackpot Junction Casino Hotel era el primer casino de l'estat de Minnesota. Jackpot Junction compta amb tres bars, tres restaurants, un amfiteatre, i dues grans salons de ball. Toquen música en viu cada cap de setmana, generalment country i rock. El casino està obert vint hores al dia, set dies a la setmana.
County Highway 2 travessa la reserva, que connecta amb l'Autopista dels Estats Units 71 i l'Autopista Estatal de Minnesota 19 al nord-oest.